# الحفيرة (المدينة المنورة)
الحفيرة هي قرية في غرب المدينة المنورة، في غرب المملكة العربية السعودية.

## الموقع
تقع قرية الحفيرة شمال شرق مدينة المدينة المنورة، تبعد عن المسجد النبوي مسافة 54 كم. وجنوب شرق قرية السمرية.
تقع قرية على ضفاف وادي القميس الجنوبي الذي يهبط من الشمال الغربي من غرب جبل النمرانية وشرق جبل السمرية. ويتجمع مع الشعاب والأودية لتكون شعيب المزيل الذي يتصل بعد ذلك بوادي النقمي.

## وصلات خارجية
- موقع إمارة المدينة المنورة
- موقع أمانة المدينة المنورة - البلديات - بلديات المحافظات - ينبع